# Mubarak Hassan Shami
Mubarak Hassan Shami (Kenia, 1 de diciembre de 1980) es un atleta catarí de origen keniano, especialista en la prueba de maratón, con la que ha llegado a ser subcampeón mundial en 2007.

## Carrera deportiva
En el Mundial de Osaka 2007 gana la medalla de plata en la maratón, con un tiempo de 2:17:18, quedando tras el keniano Luke Kibet y por delante del suizo Viktor Röthlin.